# 単一執行府理論
単一執行府理論（たんいつしっこうふりろん　英: Unitary executive theory）または単一執権理論（たんいつしっけんりろん）とは、アメリカ合衆国憲法の解釈の１つで、アメリカ合衆国の大統領のみが行政権を行使できるという憲法解釈である。単一実行論とも。より拡張されたバージョンは、大統領は三権分立を超越できると主張される。レーガン政権以降、最高裁判所はより強力な単一行政を採用しており、これは主に同裁判所の保守派判事、連邦憲法協会、ヘリテージ財団などの右派によって支持されてきた。

## 理論の内容
アメリカ合衆国の憲法第２条には、「合衆国の行政権は、アメリカ合衆国大統領に付与される」と規定されている。単一行政権論者は、憲法の下では他の誰にも行政権が付与されていないため、行政に従事するすべての政府職員は大統領の命令に絶対的に従う義務があると主張する。さらに急進的な憲法解釈では「大統領のみが行政権を行使できるため、たとえ最高裁判所や立法府（議会）は行政権に介入する権利が無い（大統領令の方が裁判所や議会よりイニシアティブを持つ）と解釈する。この憲法解釈により帝王的大統領をレーガン政権以降は正当化されてきた。第二次ドナルド・トランプ政権はこの憲法解釈を根拠に、大統領令は連邦裁判所の判決よりも優先するものと主張している。

## 批判・懸念
単一執行府理論（または単一執権論）は、事実上の大統領の独裁を肯定する憲法解釈だという批判がある。民主主義の根幹部である三権分立を事実上否定するこの憲法解釈は、民主主義を否定するものだと批判される。民主的な選挙で選ばれた大統領にこそ、集権的な権力を与えよという主張は人民民主主義であり、特定の人々の権益を代表することを肯定する思想だと批判される。